# Bankskandalen i Berlin
Bankskandalen i Berlin, Berliner Bankenskandal var de oegentligheter i det av delstaten Berlin ägda Bankgesellschaft Berlin som ledde till finansiell kollaps för banken och en svår ekonomisk situation för Berlins stad. Den regerande borgmästaren Eberhard Diepgen tvingades avgå 2001.